# Centre des sports de glisse de Whistler
Le centre de sports de glisse de Whistler est une piste de bobsleigh, luge et skeleton situé à Whistler (Canada), à 125 km au nord de Vancouver. Il fait partie de la station de Whistler Blackcomb. Il a été construit dans l'optique des épreuves de bobsleigh, luge et skeleton pour les Jeux olympiques d'hiver de 2010.
Le projet est mis en place fin 2004, la construction de la piste s'est déroulée de juin 2005 à décembre 2007. Les bobeurs Pierre Lueders et Justin Kripps ont inauguré la piste le 19 décembre 2007. La validation de la piste s'est effectuée en mars 2008 après 200 départs et a été approuvé par la Fédération internationale de bobsleigh et de tobogganing (FIBT) et la Fédération internationale de luge de course (FIL). Des entraînements prennent place fin 2008 dans l'optique des épreuves de coupes du monde dans ces trois disciplines début 2009. Ces épreuves ont lieu en février 2009, le record de vitesse est réalisé par Felix Loch avec 153,98 km/h. Fin 2009, de nouveaux entraînements ont lieu pour la préparation olympique.
Le 12 février 2010, le jour d'ouverture des Jeux olympiques d'hiver de 2010, le lugeur géorgien Nodar Kumaritashvili se tue durant une séance d'entraînement après avoir atteint le vitesse de 143,3 km/h. Cela a eu pour conséquence de décaler le départ des hommes dans la cabine de départ des lugeuses et du double-homme, ces derniers partent alors de la cabine de départ des juniors. Dans l'épreuve olympique de luge, il n'y eut que deux accidents qui ont amené un seul abandon. Les épreuves de skeleton du 18-19 février n'ont enregistré aucun accident, en revanche les épreuves de bobsleigh ont enregistré de nombreux accidents. Les bobeurs des épreuves de bob à 4 et bob à 2 féminin ont pu bénéficier de séances d'entraînement supplémentaires après plusieurs accidents dans l'épreuve de bob à 2 masculin. Des modifications sont apportées à la piste pour réduire son aspect accidentogène. Un rapport de vingt pages réalisé par la FIL est remis au comité international olympique le 12 avril 2010 concernant la mort de Kumaritashvili. Les soucis de sécurité de cette piste de Whistler sont pris en compte pour la construction du Centre national russe de glisse où se dérouleront les épreuves des Jeux olympiques d'hiver de 2014, dont les simulations de la piste et la réduction de la vitesse de 6 à 9 km/h sur la piste de Sotchi.

## Histoire

### Construction dans l'optique des JO de 2010
En 2003 à Prague lors de la 115e session du Comité international olympique, la candidature de Vancouver est choisie pour devenir la ville hôte des Jeux olympiques d'hiver de 2010 devant Pyongchang (Corée du Sud) et Salzbourg (Autriche). Le 15 novembre 2004, « Stantec Architecture Limited » est désigné pour les plans et la construction de la piste, sur les conseils de l'entreprise allemande IBG. Cette dernière a notamment construit les pistes d'Oberhof, de Calgary (JO 1988) et de Cesana Pariol (JO 2006), ainsi que la future construction du centre national russe de glisse qui accueillera les Jeux olympiques d'hiver de 2014,.
Le 1er juin 2005 le projet reçoit l'accord du "Canadian Environmental Assessment Act" pour le respect de l'environnement,. Au plus fort des travaux, plus de 500 personnes travaillent sur le projet du Parc Olympique de Whistler et de la piste. Une soixantaine de travailleurs sont exclusivement requis pour la piste dont la construction se déroule de juin 2005 à décembre 2007. La construction de la piste en elle-même a été terminée en novembre 2007 mais les tests ont duré jusqu'en début 2008
.

### Premiers tests et homologation

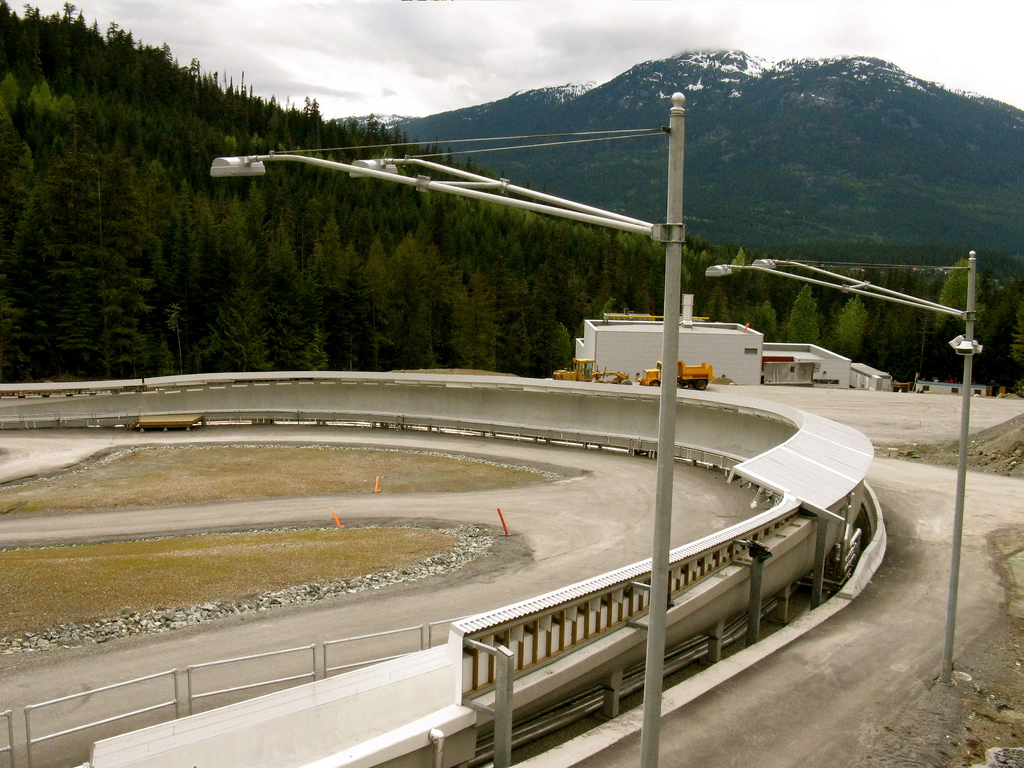
Piste de Whistler.

La première course-test se déroule le 19 décembre 2007 avec le concours du bobeur canadien Pierre Lueders accompagné de son pousseur Justin Kripps en partant de la maison de départ pour les juniors, située après 520 mètres des 1 450 mètres que comprend la piste,. Un total de six épreuves ont été effectuées sous le regard de la Fédération internationale de bobsleigh et de tobogganing (FIBT). Les premiers tests concernant la luge ont été effectués en février 2008 par la fédération canadienne de luge avec la présence des meilleurs lugeurs (dont Tatjana Hüfner, David Möller, Armin Zöggeler...), des meilleurs bobeurs (Sandra Kiriasis, Lueders) et des meilleurs skeletoneurs (Katie Uhlaender, Michelle Kelly, Kristan Bromley...),. Ce sont donc près de 200 courses qui se sont déroulées au cours de ces six épreuves.
À la suite de cela, la FIBT et la Fédération internationale de luge de course (FIL) donnent leurs accords pour l'homologation de la piste. Le COVAN (le comité olympique de Vancouver pour les JO 2010) passe en revue les recommandations faites par la FIBT et la FIL afin d'optimiser la piste. Un total de 2 155 descentes (335 de bobsleigh, 1 077 de luge et 743 de skeleton) ont pris place sur la piste pour un total de quinze accidents. L'inspection finale par le comité exécutif de la FIL a lieu les 25-28 septembre 2008 avant un week-end d'entrainement international plus tard dans l'année.

### Coupe du monde de la luge 2008-2009, incluant les entraînements
Un entraînement international prend place les 7-15 novembre 2008,. Un total de 2482 descentes sont effectuées qui occasionnent plusieurs blessures dont la plus notable est celle de Felix Loch (champion du monde 2008) qui se blesse à l'épaule. Dans un communiqué de presse en décembre 2008, le centre de glisse dit ajouter des protections sur la piste contre les accidents et le temps. Le président de la FIL Josef Fendt déclare que des vitesses autour de 149 km/h sont atteintes. Sur les 2 482 descentes des lugeurs, il y a 73 accidents, un pourcentage d'accidents de 3 % qui est normal pour une session sur une nouvelle piste. Trois lugeurs vont à l'hôpital mais tous sortent rapidement. Le lugeur italien Zöggeler déclare que « la piste peut être abordable » et qu'« il ne voit pas de gros problèmes pour les athlètes », pendant que Fendt réclame qu'« on abaisse les vitesses maximales à 135 ou 136 km/h si possible ». Pour la saison de coupe du monde 2008-09 au centre de glisse, 15 115 descentes sont faites, 2 153 par le bobsleigh, 9 672 en luge et 3 290 en skeleton. Après la coupe du monde de luge du 20-21 février 2009, l'Autrichien Andreas Linger décrit la piste comme « rapide, incroyablement rapide ».
Felix Loch déclare que les lugeurs atteignent la vitesse de 100 km/h après trois virages au niveau de la maison de départ des épreuves féminines et du double-hommes. Josef Fendt, président de la FIL, déclare de son côté que la délégation technique lui a dit que les Jeux pouvaient démarrer maintenant et que la piste était prête, et qu'il appréciait le centre de glisse de Whistler. Lors de la coupe du monde de la luge, près de 135 athlètes participent à l'évènement (67 hommes, 42 femmes, 26 doubles) sur 144 athlètes enregistrés de 23 nations,. Sur les 186 descentes de coupe du monde, 16 accidents ont lieu.

### Coupe du monde de bobsleigh 2008-2009, incluant les entraînements
La première session d'entraînements de bobsleigh et de skeleton se déroule les 25-31 janvier 2009 pour préparer les épreuves de coupe du monde du 5-7 février 2009. Un total de 250 athlètes de 24 nations est présent pour cet évènement qui concerne cinq épreuves (bob à 2 masculin et féminin, bob à 4 masculin et skeleton masculin et féminin). Une équipe de 118 personnes compose le personnel, accompagnée de 226 bénévoles, et travaille lors de la session d'entraînement. Le directeur de la piste Craig Lehto déclare que les efforts des volontaires sont similaires à ce qu'il a vu lors des Jeux olympiques de 1988 à Calgay et de 2002 à Salt Lake City. Lors de l'épreuve de coupe du monde, près de 3 000 spectateurs sont présents. Les services médicaux, dirigés par le VANOC et le médecin directeur de la FIBT Dr David McDonagh, testent les secouristes et divers scénarios d'évacuations d'un athlète sur la piste sont exécutés. Ces services avaient été également sollicités lors de la coupe du monde de luge les 20-21 janvier 2009. Un total de 15 000 spectateurs cumulés sont présents lors des cinq jours d'épreuves de bobsleigh et de skeleton. Le président de la FIBT déclare que la pistes est « rapide, technique, exigeante et intéressante ». Un total de 235 athlètes participent à la coupe du monde (92 pour le bob à 4, 54 pour le bob à 2 masculin, 40 pour le bob à 2 féminin, 28 skeletoneurs et 21 skeletoneuses).

### Coupes du monde 2009-10, incluant les entraînements
Une session d'entraînement prend place du 27 octobre au 7 novembre 2009 au centre de glisse en préparation des Jeux olympiques de 2010 pour les équipages de bobsleigh. Les 9-15 novembre 2009, ce sont les lugeurs qui effectuent une session d'entraînement dans la même optique avec la participation de 156 athlètes issus de 27 nations,. Le lugeur vénézuélien Werner Hoeger est victime d'une chute et sort inconscient de la piste, ce dernier fait part ensuite de ses inquiétudes sur la sécurité de la piste. Certains réclament la démission du directeur de la piste Ed Moffat pour offrir le même nombre de descentes à tous les lugeurs pour les futures évènements (Jeux olympiques d'hiver de 2014 entre autres) et éviter comme c'est le cas que les Canadiens puissent profiter de descentes supplémentaires, il est également interpellé sur la vitesse de la piste qui n'a pas été amoindrie. La fédération canadienne de luge a répondu dans les colonnes du New York Times que les lugeurs ont pu bénéficier de trois fois plus de tests que lors des Jeux olympiques de 2006 à Cesana Pariol.
L'équipe canadienne ne participe pas à l'épreuve de coupe du monde de Lillehammer les 12-13 décembre 2009 pour se concentrer uniquement sur leur piste de Whistler où les championnats du Canada s'y déroulaient le 17 décembre 2009. À partir du 31 décembre 2009, seule la nation hôte, le Canada, peut encore s'entraîner sur la piste. Lors de la saison 2009-10, un total de 15 736 descentes ont été effectuées (2 512 pour le bobsleigh, 8 794 pour la luge et 4 070 pour le skeleton) avec un total de 115 accidents à travers les trois disciplines.

### Ouverture au public et utilisation post-olympique
Le site internet du centre de glisse est ouvert en juin 2008. Des visites guidées sont organisées du 3 juillet au 31 août 2008,. Le coût est de cinq dollars canadiens et gratuité pour les enfants de moins de douze ans. Les compétitions de coupe du monde de bobsleigh et de skeleton ont lieu du 2 au 8 février 2009 tandis que la coupe du monde de luge a lieu les 20-21 février 2009,. La piste est candidate à l'organisation des championnats du monde de luge de 2012 contre Altenberg au congrès de la FIL à Calgary mais annule sa candidature le 28 juin 2008,. Durant une commission de la FIL les 4-5 avril 2009, il est alors recommandé à Whistler d'être candidat pour les mondiaux de 2013 qu'il obtient les 19-20 juin 2009 lors du 57e congrès de la FIL à Liberec.
L'utilisation post-olympique de la piste est sous la responsabilité de la « Whistler 2010 Sports Legacies » qui dirige le centre de glisse, le parc olympique et le village olympique et paralympique. L'objectif est promouvoir le tourisme en Colombie britannique qui permettra d'avoir des revenus pour l'entretien des trois sites.
En février 2009, les coupes du monde des sports respectifs font étape à Whitsler afin de permettre à tous les futurs participants aux jeux olympiques de 2010 d'exercer la piste.

## Jeux olympiques d'hiver de 2010

### Nodar Kumaritashvili

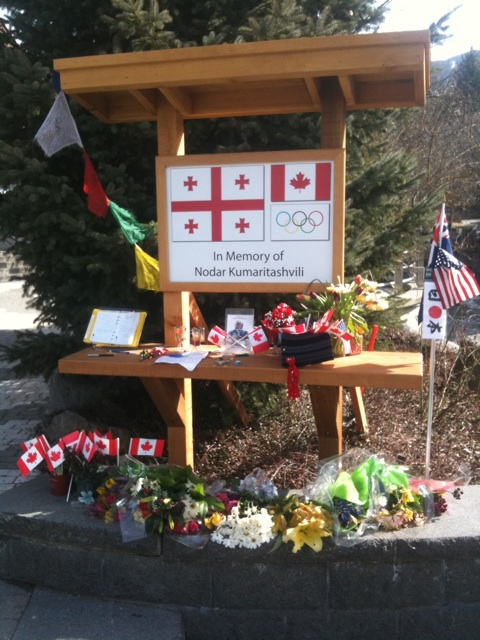
Un mémorial pour Nodar Kumaritashvili à Whistler.

Le 12 février 2010, quelques heures avant la cérémonie d'ouverture des Jeux olympiques de 2010, le lugeur géorgien Nodar Kumaritashvili a un accident sur la piste de Whistler au virage 16 durant une session d'entraînement. Il est blessé lorsqu'il est éjecté de la piste et heurte un poteau métallique, alors qu'il venait de pointer à 143,3 km/h. Il meurt plus tard dans la journée des suites de sa chute. Son accident est la suite de plusieurs accidents cette même semaine au cours de divers entraînements et remet en question la sécurité de la piste. Il est le premier athlète olympique à mourir depuis les Jeux olympiques d'hiver de 1992 à Albertville et le premier lugeur depuis Kazimierz Kay-Skrzypeski aux Jeux olympiques de 1964 à Innsbruck, par ailleurs il est le premier lugeur à mourir lors de sa pratique depuis le 10 décembre 1975. Un rapport de la FIL, du CIO et du VANOC fait état du décès du Géorgien. Les entraînements sont alors suspendus pour le reste de la journée. Selon la Gendarmerie royale du Canada, la cause de la mort du lugeur est une erreur de pilotage à la sortie du virage 15 où celui-ci essaie de rattraper son erreur dans le virage 16 qui lui est fatal.
Par mesure de précaution, la banquette (mur sur le bord de la piste) connaît un ajout après le virage 16 avec 30 mètres supplémentaires, tout comme le traitement de la glace change. Également, la maison de départ de la luge masculine est abandonnée au profit de la maison de départ de la luge féminine et double-homme située plus bas sur la piste, tandis que le départ de la luge féminine et double-homme est donnée désormais dans la maison du départ des juniors au niveau du virage 5. La lugeuse allemande Natalie Geisenberger se plaint qu'il ne s'agit plus d'un départ de luge féminine mais plus de « Kinder » (« enfant » en allemand), sa compatriote Tatjana Hüfner qui a atteint par la plus grande vitesse lors des entraînements avec 132,4 km/h déclare que le nouveau départ pour la luge féminine « n'aide pas les lugeuses ayant le meilleur départ comme elle ». L'Américaine Erin Hamlin, la championne du monde 2009, déclare que même avec une distance plus courte (de 1 193 m ramené à 953 m), il est toujours possible d'atteindre 130 km/h.
Dans une interview le 14 février 2010 avec Reuters, le secrétaire général de la FIL Svein Romstad déclare que la fédération a envisagé d'annuler les épreuves de luge à la suite la mort de Kumaritashvili, puis d'ajouter que le lugeur géorgien avait fait une erreur et qu'« aucune fatalité était inacceptable » et qu'enfin les départs ont été déplacés plus pour une raison d'émotion. En raison de la mort du géorgien, la FIL travaille avec le comité olympique russe de 2014 en exigeant que la future piste de Sotchi soit moins rapide. La Canadienne Alex Gough déclare le ce même jour que la piste de Whistler accueillera les championnats du monde de la luge en 2013 et que les départs seront rétablis.
Le 18 février 2010, la président de la FIL Fendt fait ce constat.

« En guise de conclusion de l'épreuve de la luge aux Jeux olympiques de 2010 de Vancouver, nos pensées vont vers la famille de Nodar Kumaritashvili. Nous leur présentons nos condoléances les plus sincères, à ses amis et la fédération géorgienne de luge. Nodar Kumaritashvili restera toujours dans les cœurs de tous les membres de la famille de la luge.
Ce fut un difficile moment pour tous les athlètes présents à ces Jeux olympiques. Leur solidarité et leur sportivité étaient un hommage à un ami que nous avons perdu. La fédération internationale de la luge est touchée par l'effusion de la compassion et sympathie à travers le monde. Nous quitterons Whistler déterminé à faire tout ce que nous pouvons pour empêcher toute nouvelle tragédie. »

Kumaritashvili est enterré dans sa ville de Bakouriani le 20 février 2010. Le président du comité olympique géorgien Gia Natsvlishvili et le président de la Géorgie Mikheil Saakachvili reprochent au organisateurs du centre de glisse de Whistler de ne pas avoir fait assez pour la sécurité.

### Les épreuves de luge

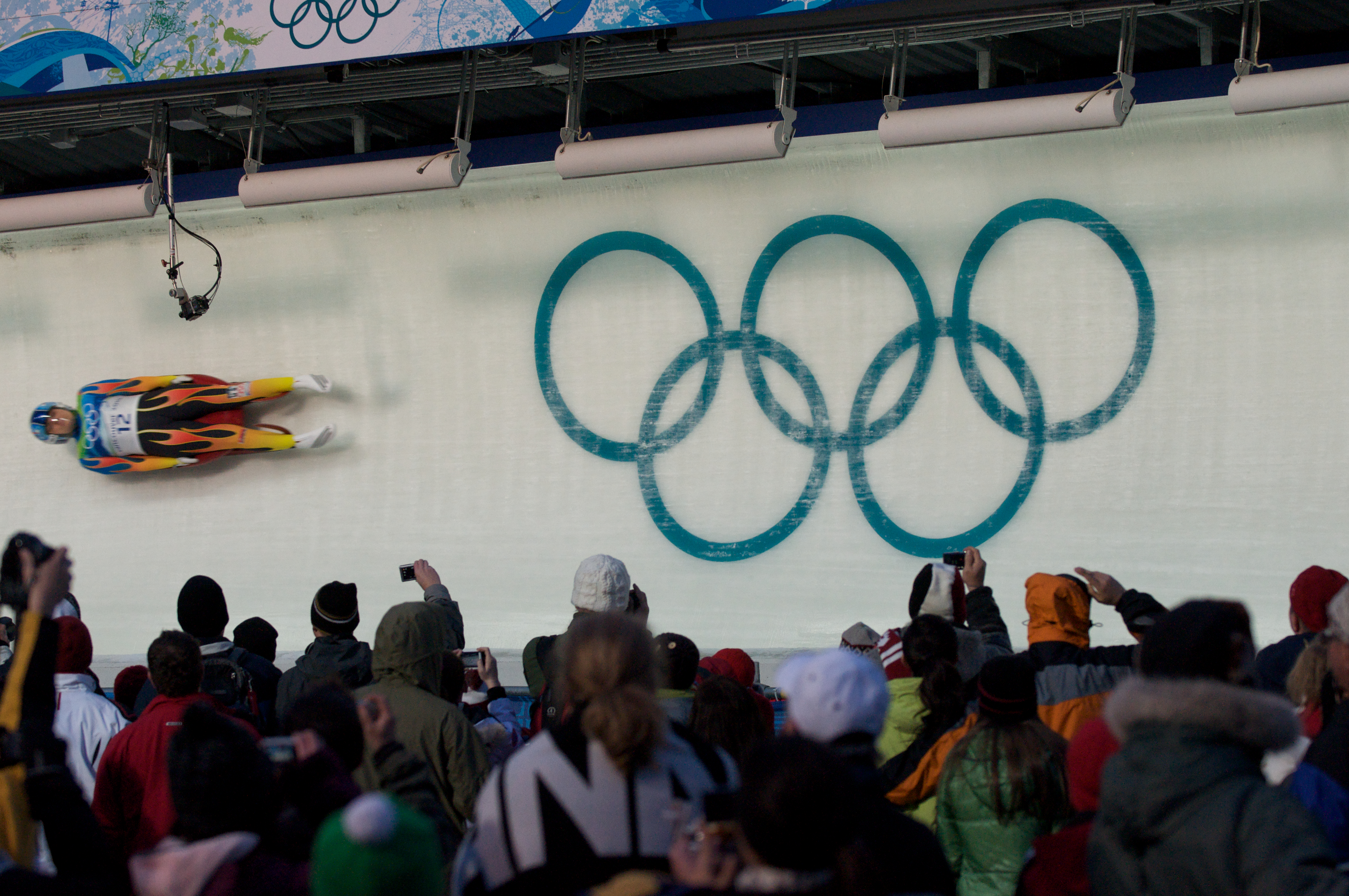
Descente de la lugeuse américain Julia Clukey.

Le 11 février 2010, la Roumaine Violeta Strămăturaru est inconsciente après une chute sur la piste de Whistler durant un entraînement. Elle sort de la piste sur une civière et déclare forfait pour l'épreuve olympique.
Dans la première épreuve du double-homme le 17 février 2010, les Autrichiens Tobias Schiegl et Markus Schiegl ont un accident au virage 16 où il rate leur sortie de virage mais ne sont pas blessés. Dans l'épreuve olympique, la Roumaine Mihaela Chiras  est le seul à avoir un accident dans les dix descentes olympiques (quatre hommes, quatre femmes et deux double-homme) et ce fut lors de la deuxième descente féminine. Chacun des cinq jours de compétition de luge, 12 000 spectateurs prenaient place pour les épreuves.
Les vainqueurs sont Felix Loch dans la luge masculine, Tatjana Hüfner dans la luge féminine, et Andreas Linger et Wolfgang Linger dans le double-homme.

### Les épreuves de skeleton

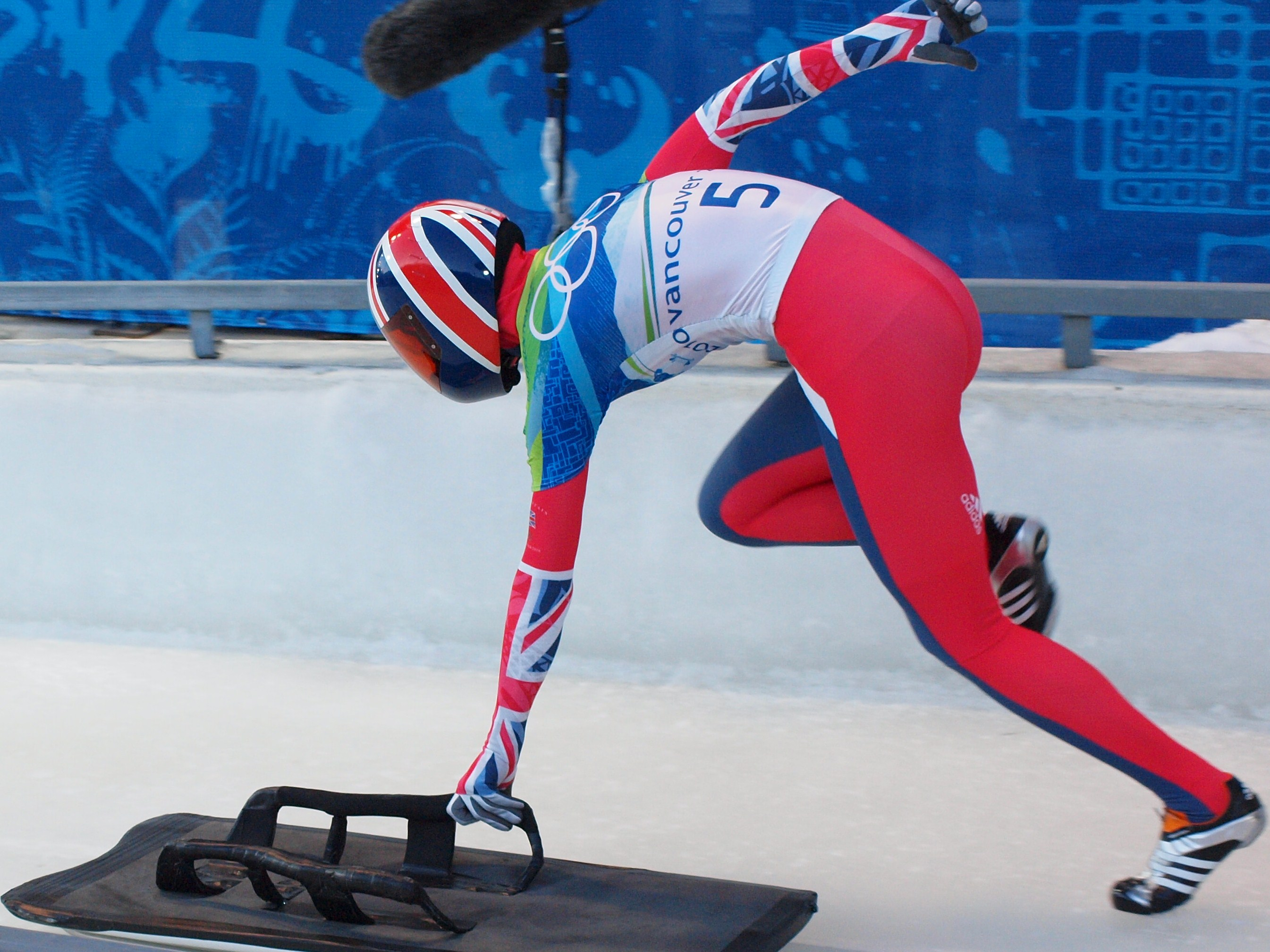
Départ d'Amy Williams aux Jeux olympiques de 2010.

Les premiers entraînements pour l'épreuve olympique ont été effectués le 15 février 2010, ce sont les premières descentes de skeleton depuis la mort de Kumaritashvili. La skeletoneuse britannique Shelley Rudman déclare que le CIo et le VANOC a fait tout ce qu'ils ont pu pour un environnement sécurisé. La Canadienne Mellisa Hollingsworth réalise le meilleur temps des femmes tandis que chez les hommes c'est son compatriote Jon Montgomery qui est le plus rapide. Aucun accident n'est à déplorer dans les épreuves de skeleton.
Les champions olympiques sont Montgomery chez les hommes et la Britannique Amy Williams chez les femmes.

### Les épreuves de bobsleigh

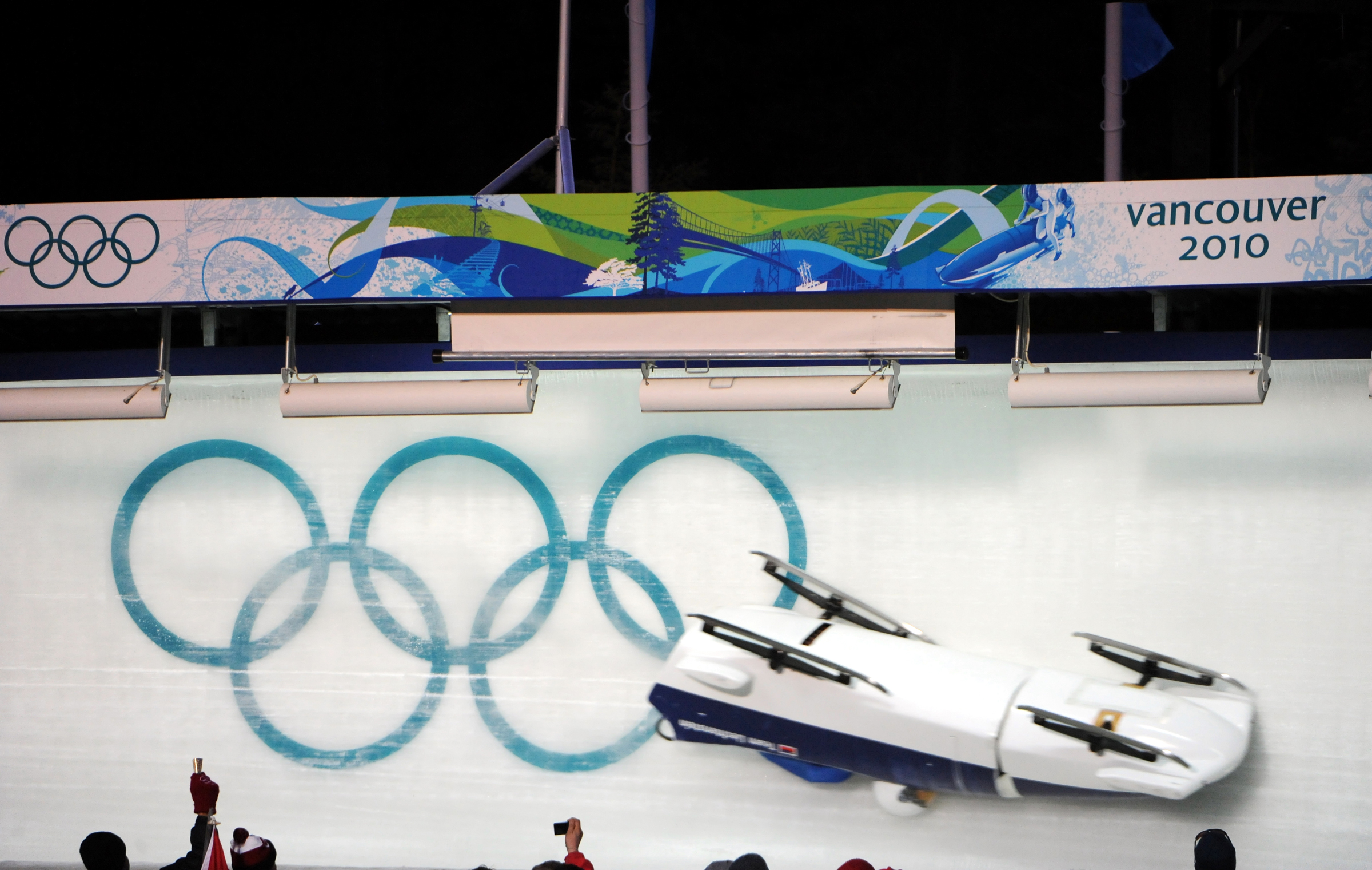
Accident de bobsleigh sur la piste de Whistler.

Les entraînements de bobsleigh débute avec le bob à 2 masculin le 17 février 2010. Huit accidents ont lieu sur les 57 descentes ce jour-là. Trois nouveaux accidents interviennent le lendemain. Par conséquent, de nouvelles sessions d'entraînement sont programmées pour toutes les disciplines de bobsleigh avant le début des épreuves.
La première épreuve est le bob à 2 masculin le 20 février 2010, le bob de l'Australie a un accident et ne finit pas les qualifications, tandis que le bob britannique est disqualifié quand le freineur du bob a été éjecté du véhicule durant la course, enfin le bob du Liechtenstein a eu un accident dans la première manche mais finit sa course, cependant il ne prend pas part à la deuxième manche. Le lendemain, les horaires des deux dernières manches du bob à 2 sont décalées en raison des conditions météorologiques, où la température est montée à 10° dans l'après-midi. Aucun accident n'est arrivé dans les deux dernières manches. L'épreuve est remportée par les Allemande André Lange et Kevin Kuske.

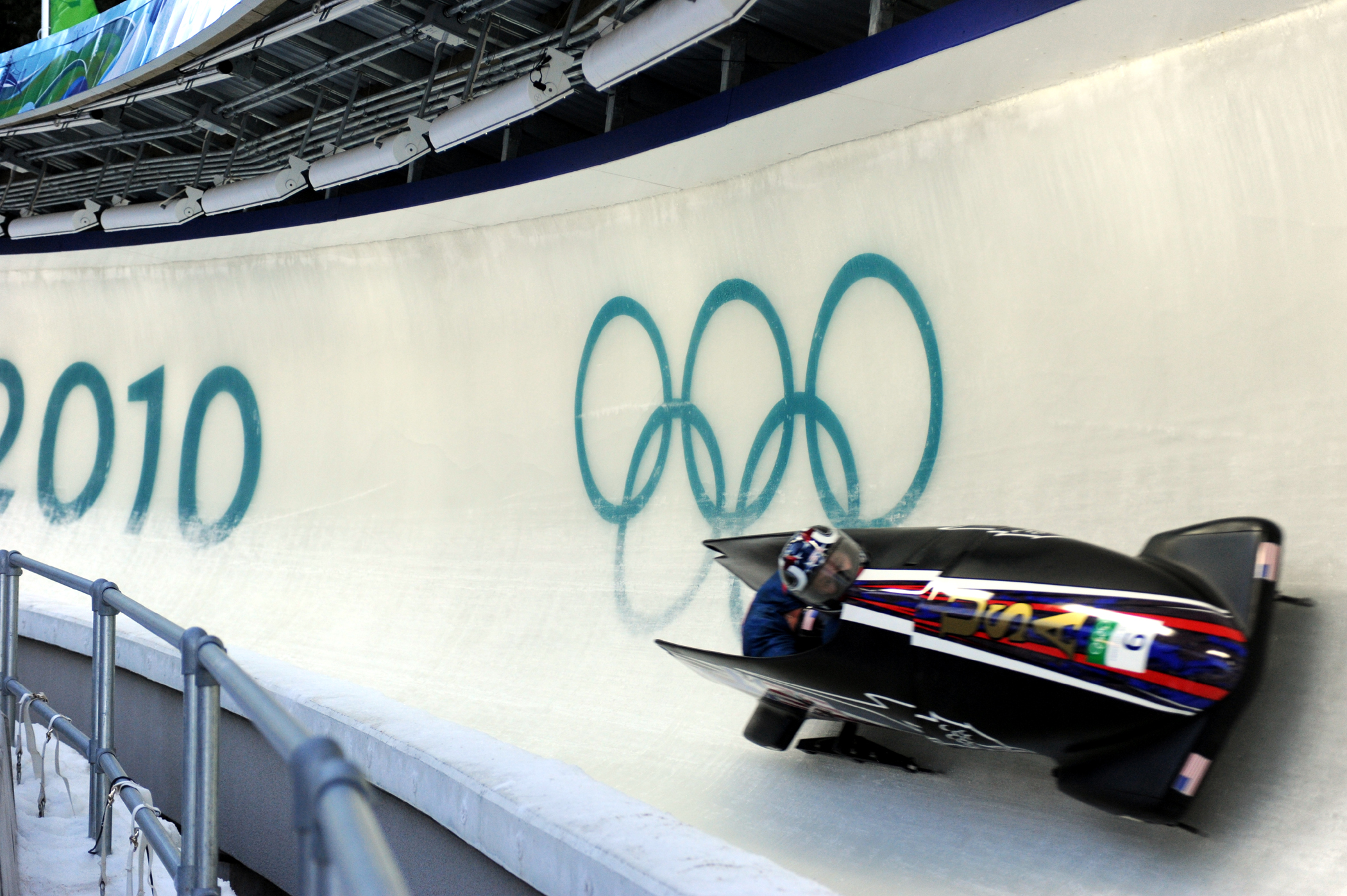
Le pilote américain Steven Holcomb termine sixième de l'épreuve de bob à 2 masculin.

Les réactions des bobeurs de l'épreuve de bob à 2 masculin au sujet de la piste varient de l'excitation à l'anxiété en raison du danger. Dans l'épreuve de bob à 2 féminin, sur treize des vingt-et-une pilotes, seule Erin Pac ne se sent pas en sécurité sur cette piste. Les trois pilotes allemandes déclarent par l'intermédiaire du porte-parole de leur équipe que n'avait aucune sensation d'insécurité au sujet de la piste.
Des changements mineures sont faites sur la piste le 22 février 2010 après une session d'entraînement de bob à 4 où les bobs de la Lettonie et de la Croatie se soient retournés sur la piste. Après une réunion entre les onze capitaines d'équipes, les sessions d'entraînements sont annulées pour ajuster le virage 11 pour éviter que les bobs se retournent. Le porte-parole de la FIBT Don Krone déclare qu'il est normal que les profils de certains virages soient changés après que d'autres disciplines, la luge et le skeleton, y sont pratiquées.

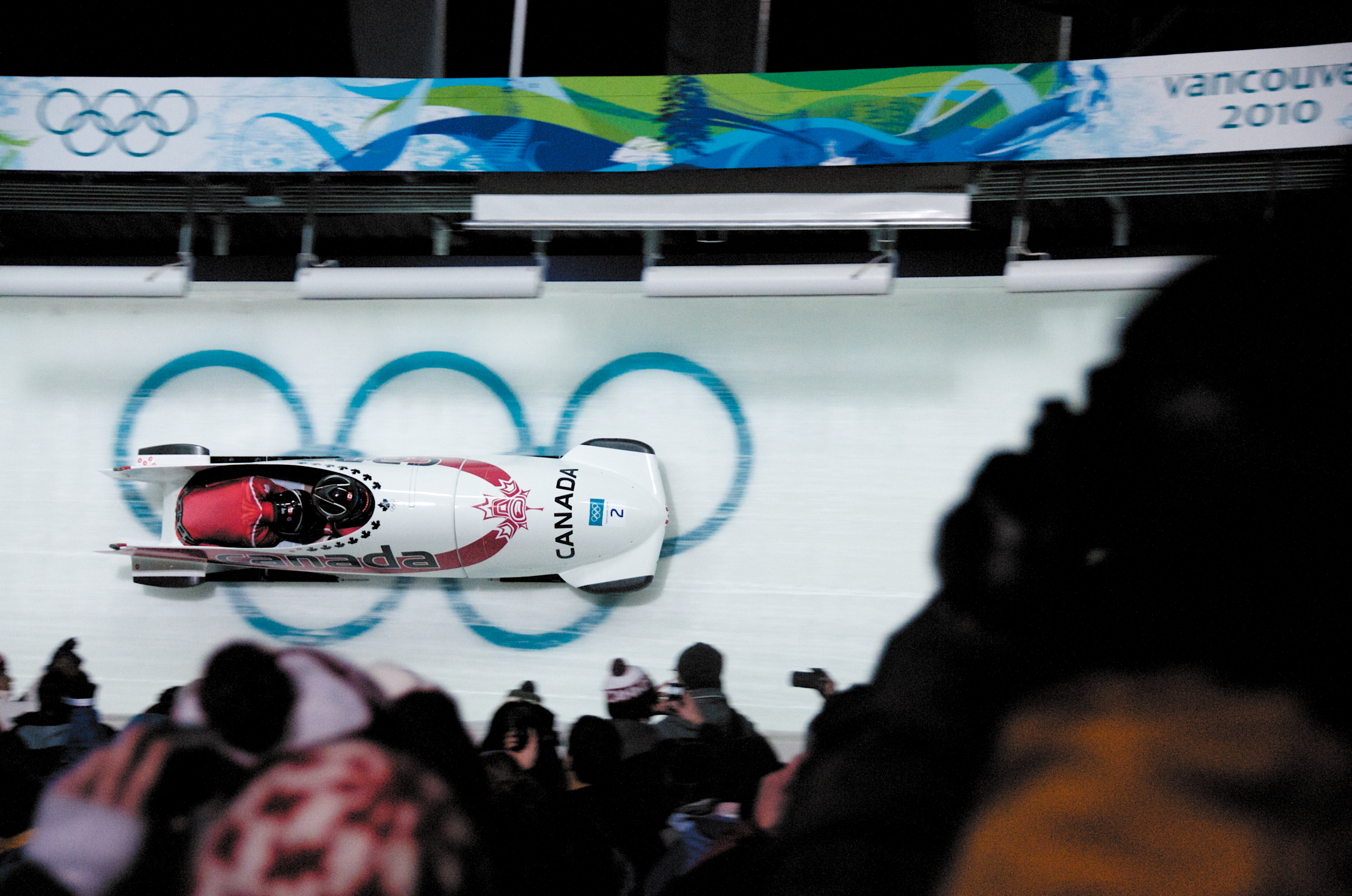
La pilote canadienne Kaillie Humphries remporte le titre olympique dans l'épreuve de bob à 2 féminin.

Après de nouvelles modifications faites le 23 février 2010 le meilleur temps de bob à 4 en session d'entraînement est à l'actif de l'Américain Steven Holcomb. Le bob de l'Australie annule sa participation olympique après que deux de ses membres souffrent de contusions à la suite d'un accident, l'un des responsables de la délégation australienne déclare que cette décision n'est pas prise à la légère mais a été faite par mesure de sécurité.

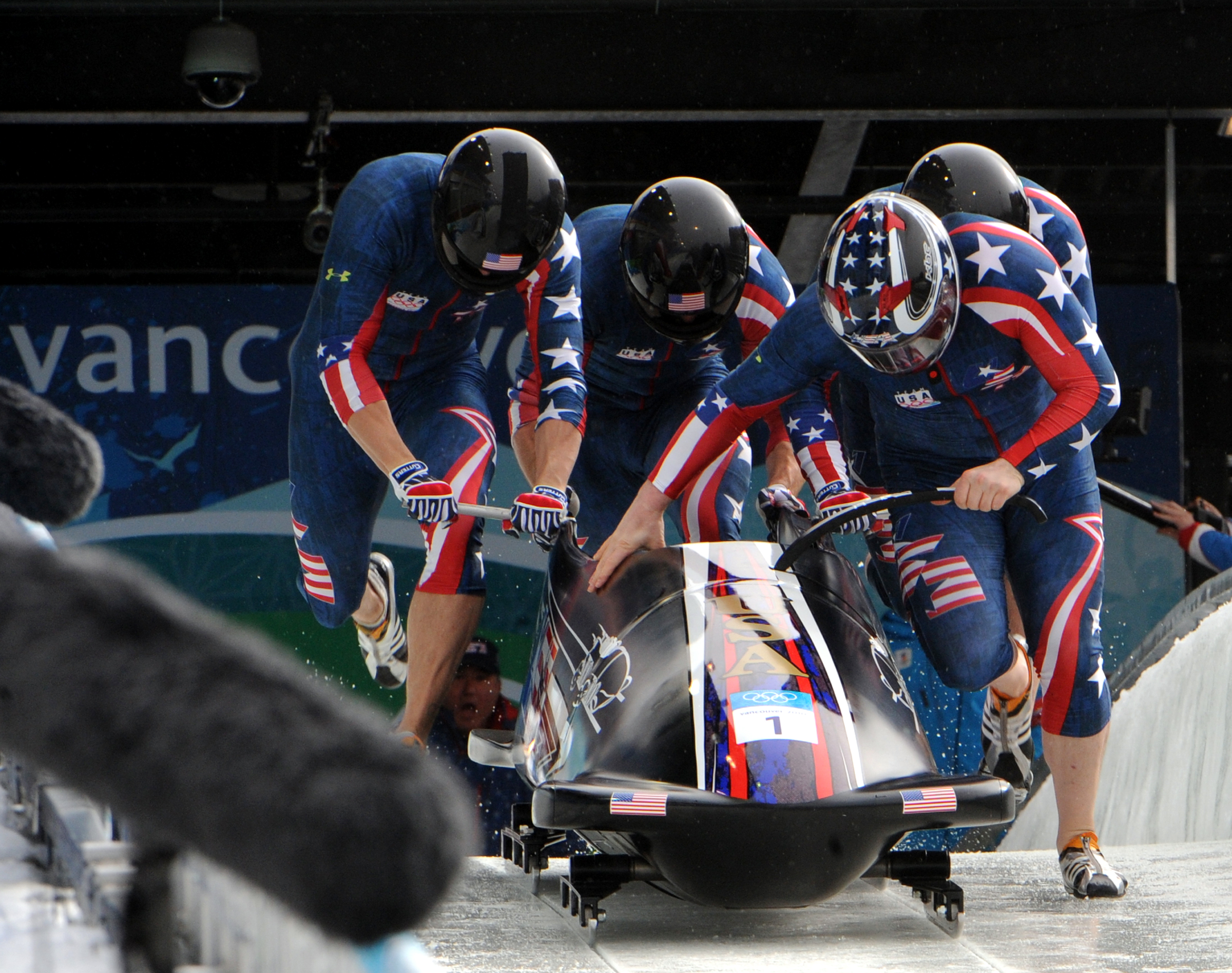
La médaille d'or du bob à 4 est décrochée par les Américains (pilote : Holcomb puis de gauche à droite : Mesler, Tomasevicz et Olsen).

Dans l'épreuve de bob à 2 féminin, la champion du monde en titre, la Britannique Nicole Minichiello a son bob qui se retourne après le virage 12 dans la troisième manche, mais elle et sa coéquipière s'en sortent indemnes, elles décident cependant de ne pas poursuivre la compétition. Dans la manche finale, le bob russe a un accident mais termine dix-huitième. Également, le bob à 2 conduit par Cathleen Martini qui se trouve en quatrième position se retourne dans le virage 13, et sa coéquipière Romy Logsch est éjectée de l'engin ce qui amène leurs disqualifications, Martini connaît alors son premier accident en compétition officielle. Sur les vingt-et-un équipages de bob à 2 féminin, trois ont donc abandonné. L'épreuve est remportée par les Canadiennes Kaillie Humphries et Heather Moyse.
Dans l'épreuve de bob à 4 masculin, André Lange est le plus rapide lors des sessions d'entraînement. Durant l'épreuve olympique, les deux premières manches sont remportées par l'Américain Holcomb tandis que Lange réalise les meilleurs départs. Le bob russe conduit par Alexandr Zubkov (médaillée de bronze en bob à 2) a un accident car une de ses cordes de direction a lâché. D'autres accidents ont lieu avec les abandons d'un bob autrichien et slovaque, tandis que le bob britannique et japonais poursuivent la compétition malgré avoir connu un accident. Le lendemain, le bob USA-2 ne prend pas le départ. Les deux dernières manches ne voient en revanche aucun accident. Le titre olympique est remporté par l'équipage américain composé du pilote Holcomb et de ses partenaires Steve Mesler, Curtis Tomasevicz et Justin Olsen.

## Données économiques et techniques

La carte de la piste.

Le coût total s'élève à 104,9 millions de dollars, financés en commun par les gouvernements du Canada et de la Colombie-Britannique. La piste comprend 350 tonnes de bétons. Il y a 11 650 places assises autour de la piste pour suivre les compétitions.

## Statistiques
| Sport                         | Distance de la piste | Nombre de virages |
| ----------------------------- | -------------------- | ----------------- |
| Bobsleigh & skeleton          | 1 450 m              | 16                |
| Luge - Hommes                 | 1 374 m              | 16                |
| Luge - Femmes & double-hommes | 1 198 m              | 14                |

Entre l'aire de départ et l'aire d'arrivée, la différence d'altitude est de 152 mètres.
À la suite de l'accident survenu lors des entraînements pour l'épreuve olympique de luge homme, les lugeurs se sont élancés de la Maison de départ Inférieur (piste de 1 198 m) et les lugeuses du départ Junior (piste de 930 m).

## Grands évènements accueillis
La piste a accueilli les compétitions de bobsleigh, luge et skeleton des Jeux olympiques d'hiver de 2010. Elle accueille également des épreuves de coupe du monde de ces trois disciplines.
Calendrier olympique :
- Luge : 13-17 février 2010.
- Skeleton : 18-19 février 2010.
- Bobsleigh : 20-27 février 2010.